# Michałówka (rejon tarnopolski)
Michałówka (ukr. Михайлівка) – wieś na Ukrainie, w obwodzie tarnopolskim, w rejonie tarnopolskim.
Do 2020 w rejonie podhajeckim.